# Give 'Em the Boot III
Give 'Em the Boot è la terza raccolta della serie pubblicata dalla Hellcat Records Give 'Em the Boot.

## Tracce
1. Sick of It All - The Distillers
2. The Legend of Finn MacCumhail - Dropkick Murphys
3. Die Alone - U.S. Bombs
4. Golden Gate Fields - Rancid
5. Skunx - Lars Frederiksen and the Bastards
6. Suburban Blight - F-Minus
7. Liberty - Agnostic Front
8. The Poisoning - The Nerve Agents
9. Amera Nightmare - Duane Peters and the Hunns
10. Give 'Em the Boot - Roger Miret and the Disasters
11. Atheist Anthem - Leftöver Crack
12. Who Killed the Cheerleader - Nekromantix
13. Power of Moonlite - Tiger Army
14. Vampire Girl - Devil's Brigade
15. Information Error - The Slackers
16. Global A Go-Go - Joe Strummer and the Mescaleros
17. Precipice - King Django
18. Nothing Good to Eat - The Pietasters
19. We Evolve - Mouthwash
20. One Stones Throw (From a Riot) - The Gadjits
21. Beautiful - Hepcat